# William Ferrers
William Ferrers (auch William de Ferrers) (* um 1240; † vor 20. Dezember 1287) war ein englischer Adliger. Er war der Begründer der Familie Ferrers of Groby.

## Herkunft und Erbe
William Ferrers entstammte der anglonormannischen Familie Ferrers. Er war der zweite Sohn von William de Ferrers, 5. Earl of Derby und von dessen Frau Margaret de Quincy. 1251 schenkte ihm sein Vater die Güter von Fairstead, Stebbing und Woodham in Essex. Aus diesen Besitzungen hatte er 1281 jährliche Einkünfte in Höhe von £ 83. Seine Mutter erbte 1264 nach dem Tod ihres Vaters Roger de Quincy, 2. Earl of Winchester einen Teil von dessen Gütern, Ferrers erbte über sie Groby in Leicestershire, das Gut Newbottle in Northamptonshire sowie Besitzungen in Schottland. Sein älterer Bruder Robert, der nach dem Tod ihres Vaters 1254 den Großteil von dessen Gütern geerbt hatte, schenkte ihm dazu Leyland in Lancashire.

## Rebell gegen den König im Krieg der Barone
Wie sein Bruder Robert unterstützte auch William Ferrers während des Zweiten Kriegs der Barone ihren Cousin Simon de Montfort, 6. Earl of Leicester, den Führer der Adelsopposition gegen König Heinrich III. 1264 geriet er bei der Eroberung von Northampton in Gefangenschaft. Im Gegensatz zu seinem Bruder wurde er nach dem entscheidenden Sieg der königlichen Partei im Juli 1266 begnadigt und durfte seine Güter behalten. Er starb kurz vor dem 20. Dezember 1287.

## Familie und Nachkommen
In erster Ehe war Ferrers mit Anne († nach Februar 1272) verheiratet. Ihre genaue Herkunft ist ungeklärt, sie könnte eine Tochter von Sir Hugh Despenser gewesen sein, der ebenfalls ein Verbündeter Montforts war. In zweiter Ehe heiratete Ferrers Eleanor (auch Alianore) de Lovaine († nach Mai 1326), eine Tochter von Sir Matthew de Lovaine aus Little Easton in Essex. Nach dem Tod von Ferrers heiratete sie den Schotten Sir William Douglas, Laird of Douglas († 1298), nach dessen Tod Sir William Bagot († 1324) aus Staffordshire.
Aus seiner ersten Ehe hatte er mindestens einen Sohn, der sein Erbe wurde: 
- William Ferrers, 1. Baron Ferrers of Groby (1272–1325)

Dazu war er wahrscheinlich der Vater von Anne Ferrers († vor 1300), die John Grey, 2. Baron Grey of Wilton heiratete.